# Cuộc đấu súng tại O.K. Corral
Cuộc đấu súng tại O.K. Corral đề cập đến một cuộc đấu súng chỉ trong khoảng 30 giây giữa các nhân viên thực thi pháp luật và các thành viên của một băng đảng ngoài vòng pháp luật gọi là Cowboys, diễn ra vào khoảng 3 giờ 00 vào ngày thứ Tư 26 tháng 10 năm 1881, tại một địa điểm thuộc thị trấn Tombstone, tiểu bang Arizona. Nó thường được xem là vụ đấu súng nổi tiếng nhất trong lịch sử miền Tây hoang dã Hoa Kỳ. Cuộc đấu súng là kết quả của một sự xung đột âm ỉ kéo dài, giữa một bên là các thành viên băng đảng Cowboys Billy Claiborne, Ike và Billy Clanton, Tom và Frank McLaury; và bên còn lại gồm Cảnh sát tư pháp của thị trấn Virgil Earp, Cảnh sát viên đặc biệt Morgan Earp, Cảnh sát viên đặc biệt Wyatt Earp, và cảnh sát viên tạm thời Doc Holliday. Kết quả cuộc đấu súng, về phía Cowboys, Billy Clanton và cả hai anh em nhà McLaury đều bị giết chết; Ike Clanton, Billy Claiborne và Wes Fuller chạy thoát được. Về phía các chấp pháp viên, Virgil, Morgan và Doc Holliday đều bị thương, nhưng Wyatt Earp không hề hấn gì.
Không như tên gọi, cuộc đấu súng đã không diễn ra trong hoặc bên cạnh bãi quây O.K. Corral, mà nó thực sự diễn ra trong một khu đất hẹp, nằm cách xa ở phía Tây lối vào phía sau của O.K. Corral. Một số thành viên của hai bên đối thủ ban đầu chỉ cách nhau khoảng 6 feet (1,8 m). Khoảng 30 phát súng đã được bắn trong vòng 30 giây. Ike Clanton sau đó đã nộp đơn tố cáo tội giết người đối với anh em Earp và Doc Holliday. Sau 30 ngày xét xử sơ bộ và một thời gian ngắn trong tù, các chấp pháp viên được trả tự do vì đã được chứng minh được rằng mình đã hành động theo luật pháp.
Wyatt Earp thường bị nhầm là nhân vật trung tâm trong vụ đấu súng, mặc dù anh trai Virgil Earp mới thự sự là thủ lĩnh của nhóm. Virgil Earp khi đó đang là Cảnh sát tư pháp thị trấn và Tombstone và phụ tá cảnh sát tư pháp liên bang. Ông cũng là người có nhiều kinh nghiệm làm cảnh sát trưởng và cũng từng là lính chiến thực thụ.
Vụ đấu súng được xem là tiêu biểu trong một giai đoạn của miền Tây nước Mỹ cũ, khi mà biên giới gần như là một phạm vi mở cho những kẻ ngoài vòng pháp luật, phần lớn không bị ảnh hưởng bởi các nhân viên thực thi pháp luật, vốn phải phụ trách đơn độc trên các vùng lãnh thổ rộng lớn. Vụ đấu súng không được công chúng Mỹ biết đến cho đến năm 1931, khi Stuart Lake xuất bản quyển sách "Wyatt Earp: Frontier Marshal", hai năm sau cái chết của Wyatt Earp. Cuốn sách là nền tảng cho bộ phim "My Darling Clementine" năm 1946, do John Ford đạo diễn, và bộ phim "Gunfight at the O.K. Corral". Tên gọi của vụ đấu súng chính là dựa theo tực của bộ phim này. Kể từ đó, vụ đấu súng là cảm hứng tái hiện ở nhiều góc độ khác nhau trong nhiều bộ phim và sách phương Tây, và đã trở thành một nguyên mẫu cho nhiều hình ảnh phổ biến liên quan đến miền Viễn Tây Hoa Kỳ.

## Diễn biến
Tombstone là thị trấn khá giàu có nhờ phong trào tìm bạc ở vùng tây-nam Hoa Kỳ những năm sau 1877. Wyatt Earp giải ngũ cảnh sát từ Kansas về Tombstone làm an ninh cho nhà băng; nơi hai anh và em là Morgan và Virgil đang làm cảnh sát trưởng của thị trấn. Ba anh em giữ trật tự trong vùng nhưng có tiếng là tham quyền và khắt khe.

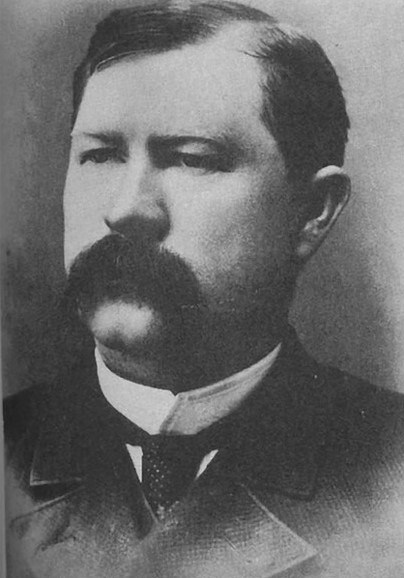
Virgil Earp
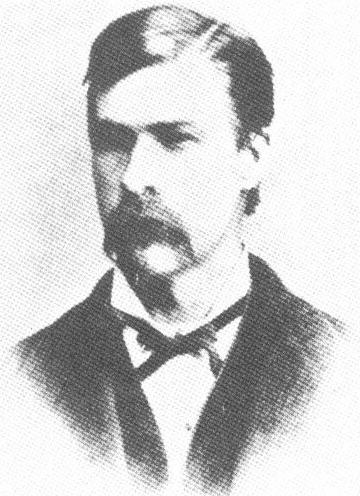
Morgan Earp
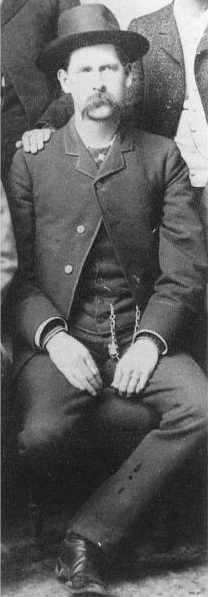
Wyatt Earp
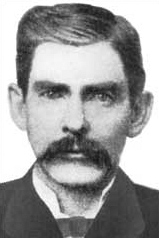
Doc Holliday

Bên ngoài thị trấn là trại chăn bò của hai gia đình họ Clanton và họ McLaury - chuyên nuôi bọn bộ hạ có tội ăn cắp, buôn lậu bò, và giết người. Ngày 25 tháng 10, Ike Clanton và Tom McLaury vào Tombstone mua hàng và đụng độ với anh em Earp và bạn của họ là Doc Holliday. Lúc 1 giờ rưỡi chiều hôm sau, Billy Clanton, Frank McLaury và Billy Claiborne vào thị trấn tìm Ike Clanton và Tom McLaury. Khi nghe Doc Holliday khoe là hai anh của họ bị anh em họ Earp làm nhục, họ tìm Ike và Tom để cùng nhau tìm anh em Earp để trà thù. Vào 3 giờ chiều, anh em Earp và Doc Holliday gặp đám Clanton và McLaury tại khu đất trống O.K. Corral. Theo truyền thuyết thì Virgil Earp ra tay trước, rút súng lục bắn vào ngực Billy Clanton. Cùng lúc Doc Holliday phang một phát súng đạn bi vào ngực Tom McLaury. Sau 30 giây bắn loạn đả, thì anh em Earp và Doc Holliday đều bị thương nhưng không chết. Billy Clanton (khi đó mới 19 tuổi), Tom và Frank McLaury bị bắn chết. Billy Clairborne và Ike Clanton chạy thoát.

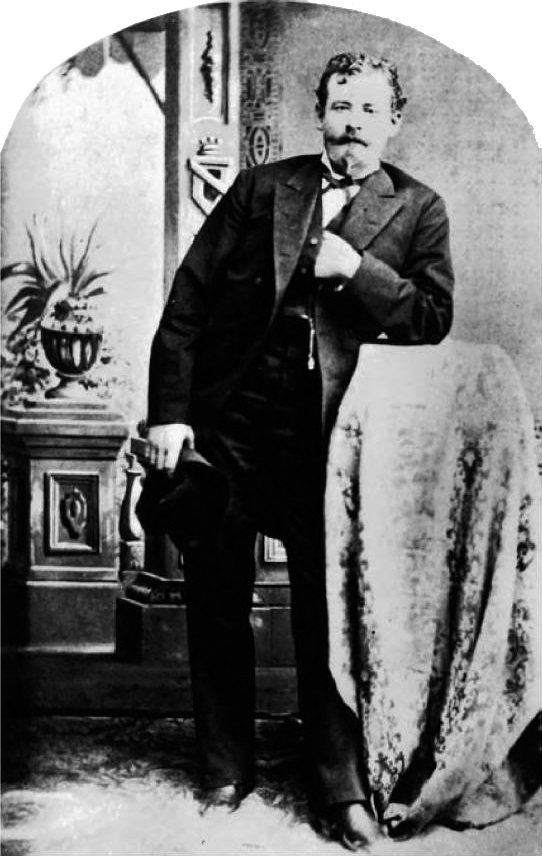
Ike Clanton
Tom McLaury
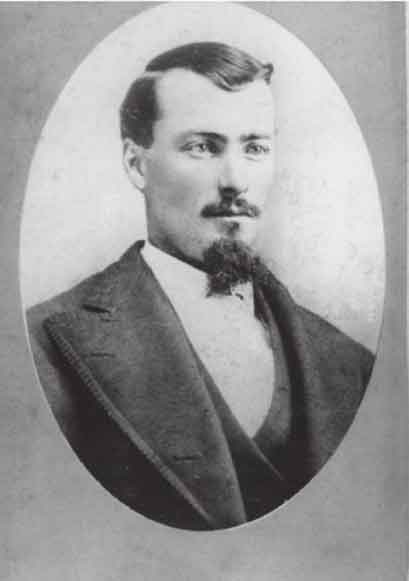
Frank McLaury

Cảnh sát trưởng thị trấn Cochise là John Behan làm nhân chứng cuộc bắn nhau này, ra lệnh bắt anh em Earp và Doc Holliday về tội giết người. Nhưng một tháng sau, một quan tòa của Tombstone tha họ với lý do là ông ta "hoàn toàn hiểu được tại sao họ lại giết người".
Vụ đấu súng không làm chấm dứt mối xung đột. Vào ngày 28 tháng 12 năm 1881, Virgil Earp bị phục kích và bị bắn trọng thương trong khi đến can thiệp trong một vụ giết người của Cowboys. Vào ngày 18 tháng 3 năm 1882, một thành viên của băng Cowboys đã bắn ra từ một con hẻm tối qua cửa kính của quán rượu và quán bi-a của Campbell & Hatch, giết chết Morgan Earp. Các nghi phạm trong cả hai vụ trên đều có những chứng cứ ngoại phạm được cung cấp bởi các Cowboys khác và đều không bị truy tố. Wyatt Earp, vốn được bổ nhiệm làm Phụ tá cảnh sát tư pháp liên bang tại hạt Cochise, sau đó bị nghi ngờ là thủ phạm đã bắn chết Frank Stilwell, một thành viên Cowboys đồng thời cũng là cựu phụ tá cho cảnh sát trưởng hạt Cochise Johnny Behan, để trả thù cá nhân. Một lệnh bắt giữ được đưa ra. Wyatt ban đầu đồng ý để bị bắt, nhưng sau đó đổi ý, và trốn khỏi Arizona để đến Colorado.

## Trong văn hóa đại chúng
Những phim về cuộc đấu súng tại O.K. Corral:
1. Frontier Marshal 1939
2. Gunfight at the OK Corral 1957
3. Tombstone 1993
4. Wyatt Earp 1994